# Ferdinand Morel

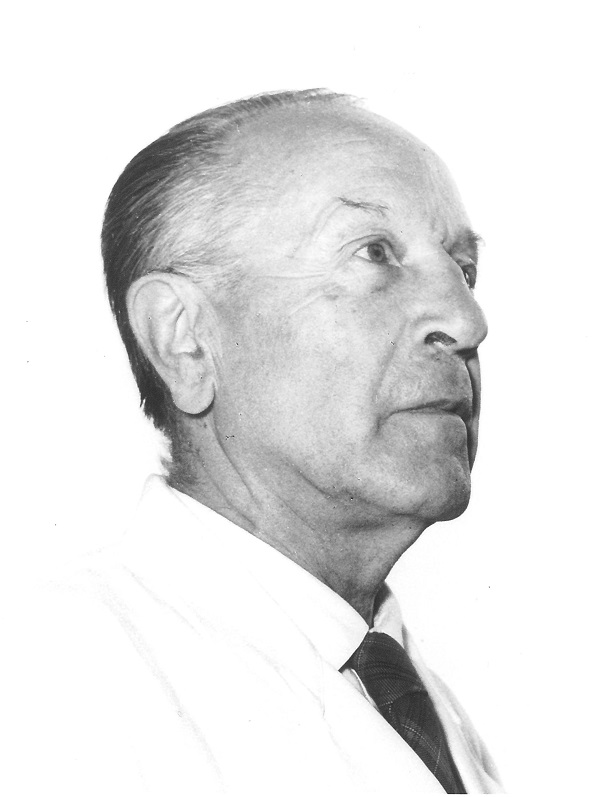
Ferdinand Morel (ca. 1950)

Ferdinand Morel (* 26. Januar 1888 in Moutier im  Berner Jura; † 5. August 1957 in Giétroz im Kanton Wallis) war ein in Genf aktiver Schweizer Psychiater.

## Leben
Ferdinand Morel studierte zuerst Theologie in Neuenburg sowie Philosophie in Paris und Genf und schloss 1918 mit seiner Doktorarbeit "Essai sur l'introversion mystique" ("Versuch über die mystische Introversion") ab. Er lehrte daraufhin an der geisteswissenschaftlichen Fakultät der Universität Genf als Privatdozent. Da er "den Menschen in seiner Gesamtheit verstehen" wollte, schrieb er sich 1921 für das Medizinstudium in Genf ein. Ab 1928 arbeitete er in der Psychiatrischen Klinik Bel-Air bei Genf. Seine Doktorarbeit über Hyperostosis frontalis interna in Verbindung mit Adipositas wurde 1930 von der medizinischen Fakultät mit einem Preis gewürdigt. Von 1934 bis 1937 unterrichtete Morel als Privatdozent den Kurs Éléments de psychiatrie („Elemente der Psychiatrie“).
1938 wurde er an den Lehrstuhl für Psychiatrie an der medizinischen Fakultät der Universität Genf berufen. Gleichzeitig wurde er zum Direktor der Psychiatrischen Klinik Bel-Air ernannt, wo er auf Charles Ladame folgte. Morel leitete die Klinik bis zu seinem Tod 1957; nach ihm übernahm Julián de Ajuriaguerra den Posten.

## Kritische Würdigung
Morel hatte eine hauptsächlich organistische Sicht auf die psychischen Krankheiten, indem er sich für ihre physiopathologischen, anatomischen ou biochemischen Grundlagen interessierte. Um die klinische Untersuchung auszuweiten, eröffnete er verschiedene Laboratorien in Bel-Air, darunter diejenigen für Histopathologie, Endokrinologie oder Elektroenzephalografie.
Als Klinikdirektor setzte sich Morel ausserdem dafür ein, dass die Lebensumstände für die Patientinnen und Patienten möglichst angenehm waren: er liess die Bettengebäude modernisieren, im Park Blumen anpflanzen und die Kapelle vergrössern. Ausflüge sowie Theater- und Filmvorführungen wurden organisiert, und ein Sozialdienst half dabei, sich wieder in ein Leben ausserhalb der Institution zu integrieren. Die psychiatrische Poliklinik wurde erweitert, um gewisse psychische Erkrankungen ambulant behandeln zu können.
Morel führte bereits kurz nach ihrer Erfindung 1952 die Anwendung von Neuroleptika ein. Er war klar gegen die Praxis der Lobotomie oder Psycho-Chirurgie.

## Werke (Auswahl)
- Essai sur l'introversion mystique : étude psychologique de Pseudo-Denys l'Aréopagite et quelques autres cas de mysticisme, Genf, Kundig, 1918. 338 S. (Th. lett. Genève, 1917; 32)
- L'hyperostose frontale interne : syndrome de l'hyperostose frontale interne avec adipose et troubles cérébraux, Genf, Impr. Chapalay & Mottier, 1929. 92 S. (Th. méd. Genève, 1929; Méd. 1311)
- Introduction à la Psychiatrie Neurologique, Paris, Masson & Cie., 1947. 298 S.

## Eponym
Ferdinand Morels Name erscheint im Begriff Stewart-Morel-Morgagni-Syndrom auch Morgagni-Stewart-Morel-Syndrom, das er in seiner Doktorarbeit beschrieben hat.
Er ist nicht zu verwechseln mit dem französischen Psychiater Bénédict Augustin Morel (1809-1873), der ebenfalls Eponym einer anderen psychiatrischen Krankheit ist, der Kraepelin-Morel disease oder Dementia praecox (der Begriff wird heute nicht mehr verwendet).

## Archivbestand
- Asile psychiatrique de Bel-Air. Documents administratifs du Directeur général. Pr Ferdinand Morel (1939-1957) [Papierdokumente, 8 Schachteln]. Signatur: V14-174 / art. 14897. Archiv des Universitätsspitals Genf.